# Andreas Lippoldt
Andreas Lippoldt (Sindelfingen, 3 de julio de 1967) es un deportista alemán que compitió para la RFA en tiro con arco, en la modalidad de arco recurvo.
Ganó dos medallas en el Campeonato Mundial de Tiro con Arco al Aire Libre de 1987 y dos medallas de plata en el Campeonato Europeo de Tiro con Arco en Sala, en los años 1987 y 1989.

## Palmarés internacional
| Campeonato Mundial al Aire Libre | Campeonato Mundial al Aire Libre | Campeonato Mundial al Aire Libre | Campeonato Mundial al Aire Libre |
| Año                              | Lugar                            | Medalla                          | Prueba                           |
| -------------------------------- | -------------------------------- | -------------------------------- | -------------------------------- |
| 1987                             | Adelaida (Australia)             | Medalla de oro                   | Equipo                           |
| 1987                             | Adelaida (Australia)             | Medalla de plata                 | Individual                       |
| Campeonato Europeo en Sala       |                                  |                                  |                                  |
| Año                              | Lugar                            | Medalla                          | Prueba                           |
| 1987                             | París (Francia)                  | Medalla de plata                 | Equipo                           |
| 1989                             | Atenas (Grecia)                  | Medalla de plata                 | Equipo                           |